# Gressan
Gressan est une commune italienne alpine de la région Vallée d'Aoste.

## Géographie
Gressan se situe près d'Aoste, sur la droite orographique de la Doire Baltée.

## Toponymie
Le toponyme latin est Fundus gratianus.

## Économie
Gressan fait partie de la communauté de montagne Mont-Émilius.
Sur son territoire se trouve Pila, une des plus importantes stations de ski valdôtaines, reliée directement à Aoste par une télécabine.

## Évolution démographique
Habitants recensés

## Lieux d'intérêt

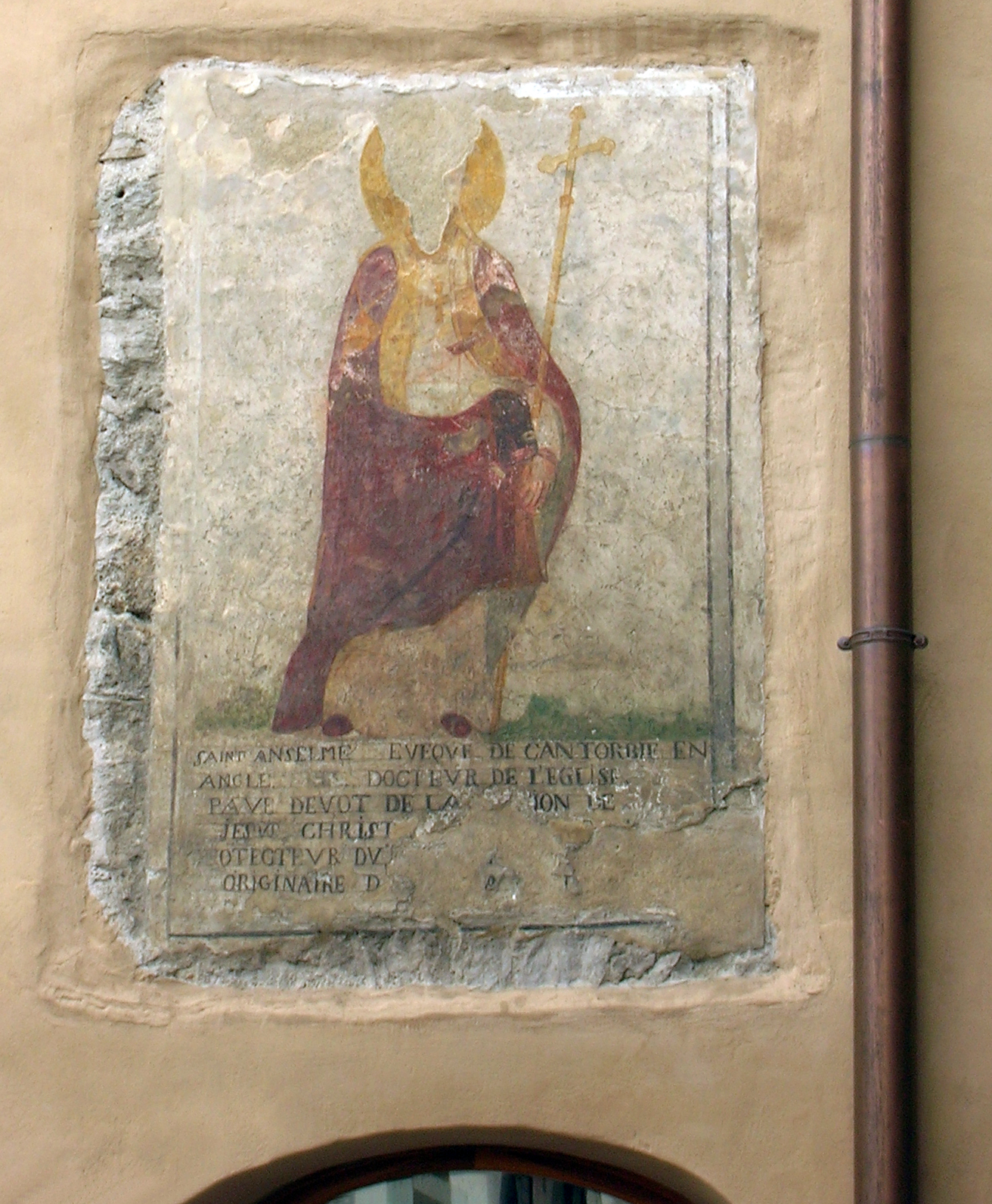
Une fresque d'Anselme d'Aoste : certains historiens affirment qu'il naquit en 1033 dans la Tour de Saint-Anselme.

### Édifices religieux
- Église paroissiale Saint-Étienne, bâtie entre 1871 et 1879 sur les ruines du château de la famille De Graciano. Les fondations du clocher s'appuient encore de nos jours sur le château médiéval ;
- Église paroissiale Saint-Jean-de-Chevrot, à Chevrot ;
- Église Sainte-Marie-Madeleine de Ville, connue aussi comme Chapelle de la Madeleine, avec l'un des plus beaux clochers romans de la Vallée d'Aoste ;
- Chapelle de Plan-David (XVIIIe siècle) ;

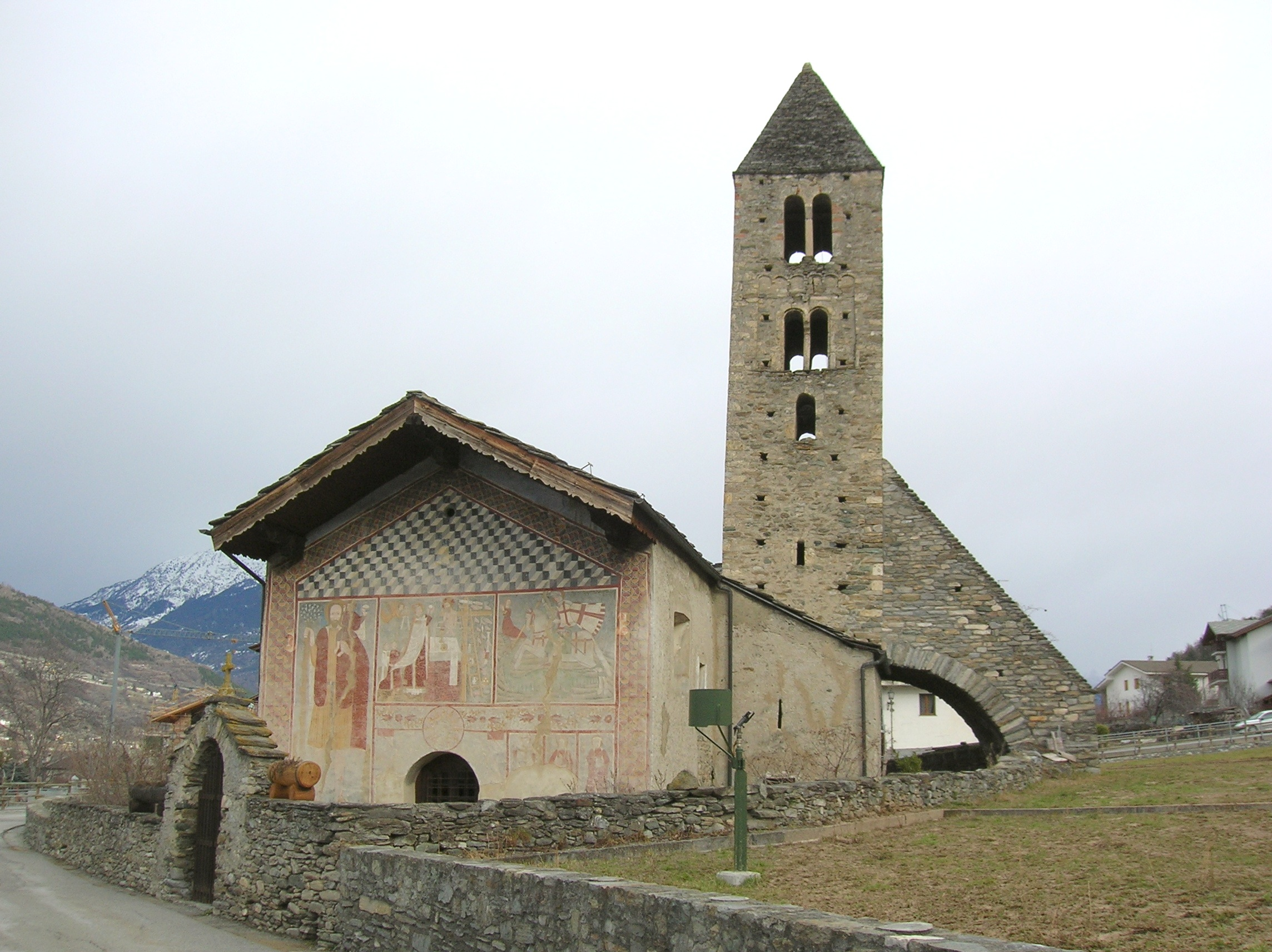
La chapelle de la Madeleine, avec son clocher roman.

- Chapelle de la Moline (XVIIe siècle)
- Chapelle de Barrier ;
- Chapelle de Charémoz ;
- Chapelle de Gorret ;
- Chapelle de Colombier ;
- Oratoire de Chapallin.

### Édifices militaires

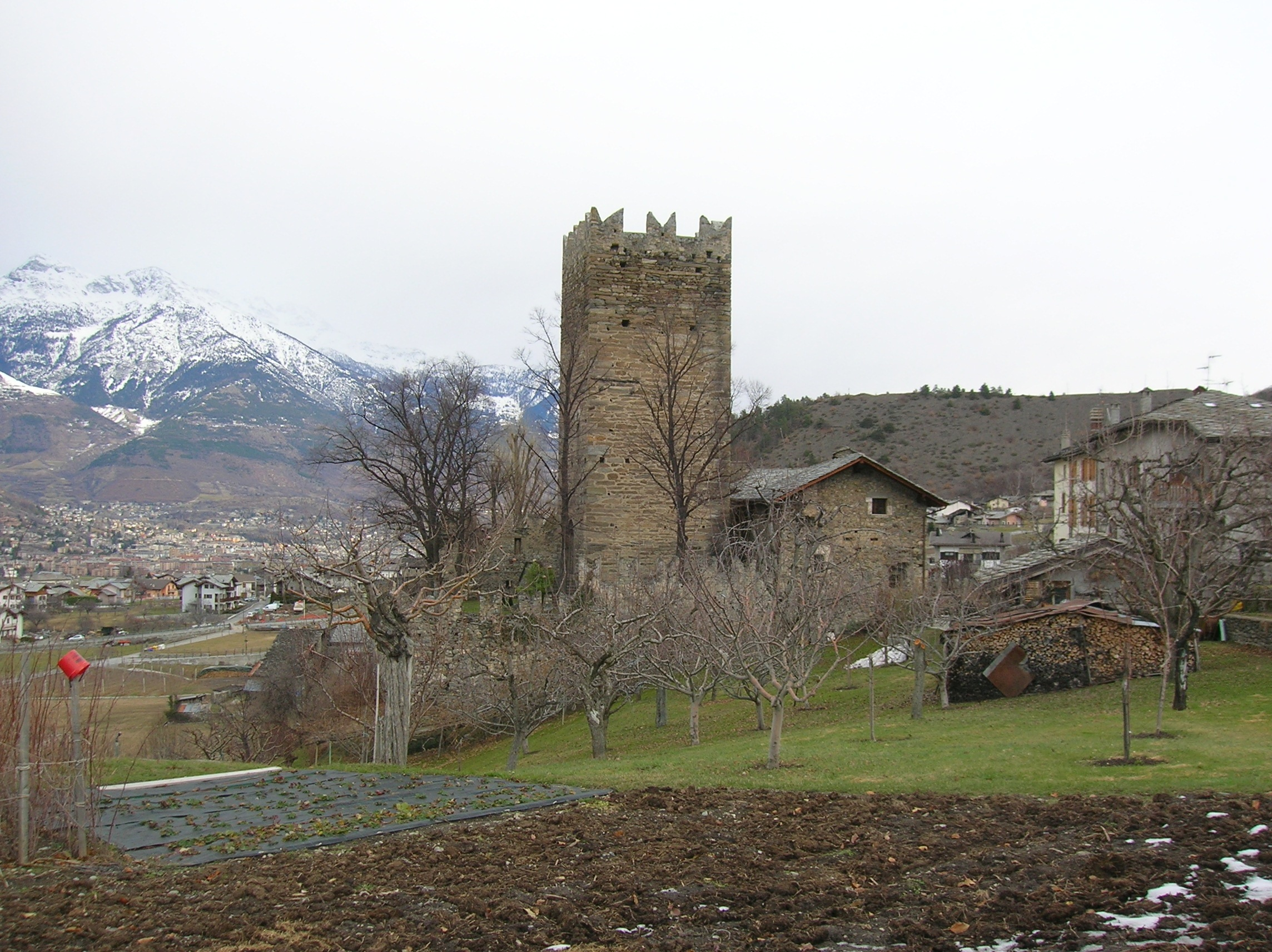
Un aperçu de la Tour de Ville, vue du côté ouest.

- La Tour de Saint-Anselme ou maison-forte de La Bagne (appartenant autrefois à la famille De Balnea, et plus tard résidence d'été de la famille Anselme (selon l'historien valdôtain Jean-Baptiste de Tillier)
- La maison-forte des La Cour (XIVe siècle) ;
- La Tour de Ville ou Tour des pauvres ;
- La Tour de la Plantaz ;
- Les ruines de la maison forte (XIVe siècle) de la famille Du Rû, au hameau Chez-le-Rû, autrefois siège de la maison communale.

### Édifices civils
- La villa du XVIe siècle, au hameau Ronc ;
- La mine de magnétite du Chanté ;
- La Maison Montel (ou Rascard de Moline), à Moline ;
- La Maison de Saint Anselme, à La Bagne.

### Aires protégées
- Réserve naturelle de la Côte de Gargantua

## Personnalités liées à Gressan
- Roberta Brunet - ancienne athlète
- Elisa Brocard - skieuse de fond

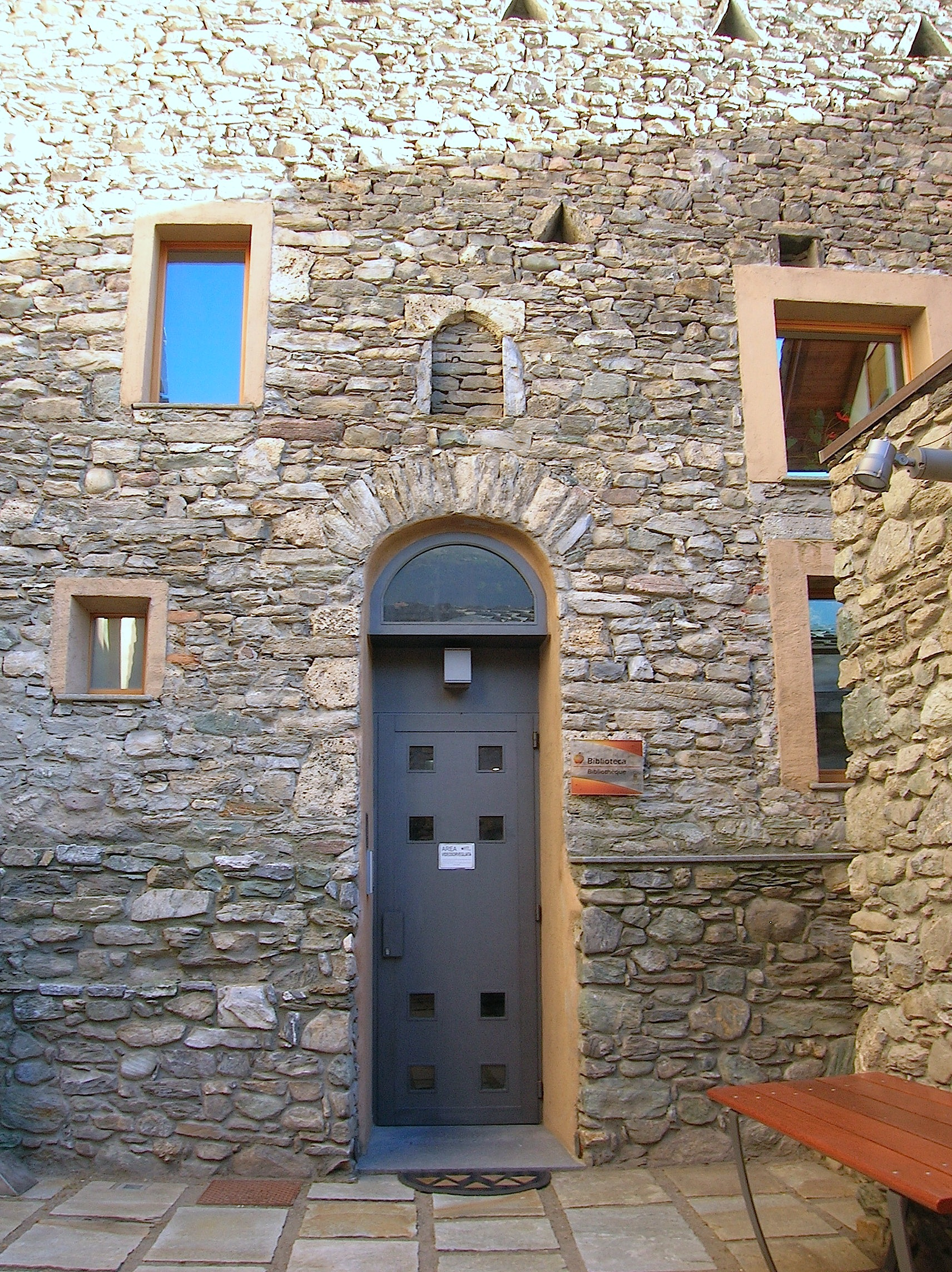
La bibliothèque

- Carlo Chatrian - critique de cinéma
- Jean-Boniface Festaz - philanthrope et homme politique
- Marco Gal - poète en dialecte valdôtain

## Fêtes, foires
- Fëta di pomme (Fête des pommes, en valdôtain) - le premier dimanche d'octobre[3] ;
- Carnaval blanc sur la neige, le Mardi gras.

## Sport
Dans cette commune se pratiquent la rebatta et le palet, deux des sports traditionnels valdôtains.

## Administration

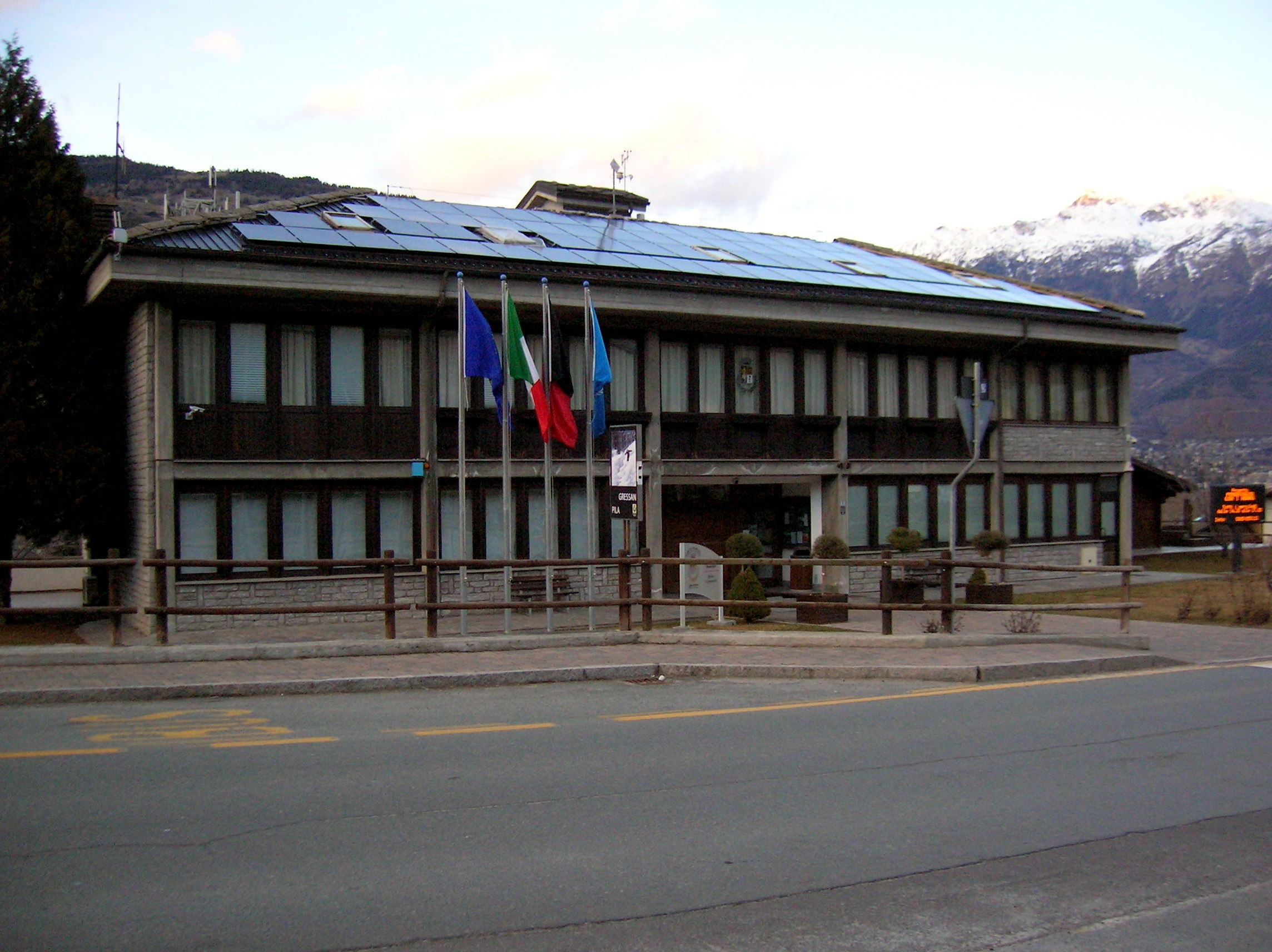
La maison communale

| Période                                  | Période     | Identité        | Étiquette     | Qualité |
| ---------------------------------------- | ----------- | --------------- | ------------- | ------- |
| 9 mai 2005                               | 24 mai 2010 | Mirco Impérial  |               | Syndic  |
| 24 mai 2010                              | En cours    | Michel Martinet | Liste civique | Syndic  |
| Les données manquantes sont à compléter. |             |                 |               |         |

### Hameaux
La Bagne, Barral, Barrier, Bénaz, Bonellaz, Borettaz, Bovet, La Cerise, Chamen, Champian, Chanté, Chérémoz, Chez le Rû, Ciel-bleu, Clair, Clérod, La Cort, Crétaz, La Cure de Chevrot, Eaux-froides, Échandaille, Étrepiou, Favret, Les Fleurs, Gerdaz, La Giradaz, Gorret, Grand-Cerise, Impérial, Jacquin, Letey, Leysettaz, La Magdelaine, Moline, Naudin, La Palud, Pâquier, Perriail, Pila, Pilet, La Piscine, Plattaz, Plein Soleil, Rémaz, Ronc, Surpillod, Taxel (chef-lieu), Tour de Ville, Vignettaz, Vilvoir, Viseran

### Communes limitrophes
Aoste, Aymavilles, Charvensod, Cogne, Jovençan, Sarre